# 도요바촌
도요바촌(豊場村)은 일본 아이치현 니시카스가이군에 설치되었던 촌이다. 현재의 도요야마정의 일부에 해당한다.